# Way Down We Go
"Way Down We Go" é uma música escrita e gravada pela banda de rock islandesa Kaleo, lançada como o segundo single para o seu segundo álbum A/B pela Elektra Records e Atlantic Records. A música foi escrita e co-produzida pela banda. Ela foi utilizada no filme Collateral Beauty, em um trailer para o filme Logan, no trailer da quarta temporada de Orange Is the New Black, bem como nas séries Supergirl, Lucifer, Suits, NCIS, The Blacklist, Grey's Anatomy, Teen Wolf, Blindspot, Eyewitness e The Vampire Diaries.

## Performance comercial
"Way Down We Go" alcançou a primeira posição das canções alternativas da Billboard e no ranking da Rock Airplay.

## Paradas musicais

### Tabelas
| País (2016-2017)                             | Posição |
| -------------------------------------------- | ------- |
| Austrália (Ö3 Austria Top 40)                | 10      |
| Bélgica (Ultratop 50 Flanders)               | 8       |
| Bélgica (Ultratop 50 Wallonia)               | 44      |
| Canadá (Canadian Hot 100)                    | 60      |
| Chéquia (Singles Digitál Top 100)            | 61      |
| França (SNEP)                                | 4       |
| Alemanha (Official German Charts)            | 6       |
| Grécia (IFPI Greece)                         | 1       |
| Hungria (Single Top 40)                      | 18      |
| Islândia (IRMA)                              | 98      |
| Eslováquia (Rádio Top 100)                   | 65      |
| Espanha (PROMUSICAE)                         | 41      |
| Suíça (Schweizer Hitparade)                  | 10      |
| Estados Unidos (Billboard Hot 100)           | 54      |
| Estados Unidos (Billboard Adult Top 40)      | 18      |
| Estados Unidos (Billboard Alternative Songs) | 1       |
| Estados Unidos (Billboard Hot Rock Songs)    | 6       |
| Estados Unidos (Billboard Mainstream Top 40) | 36      |
| Estados Unidos (Billboard Rock Airplay)      | 1       |

### Posição no fim de ano
| País (2016)                 | Posição |
| --------------------------- | ------- |
| Bélgica (Ultratop Flanders) | 92      |

### Certificações
| País (Certificador)   | Certificação |
| --------------------- | ------------ |
| Alemanha (BVMI)       | Ouro         |
| Austrália (ARIA)      | Ouro         |
| Áustria (IFPI         | Ouro         |
| Canadá (MC)           | Platina      |
| Estados Unidos (RIAA) | Ouro         |

## Lançamento
| Região         | Data                 | Formato | Gravadora                         |
| -------------- | -------------------- | ------- | --------------------------------- |
| Estados Unidos | 4 de outubro de 2016 | CHR     | Elektra Records; Atlantic Records |